# 庫奧蒂特蘭伊斯卡伊
庫奧蒂特蘭伊斯卡伊（西班牙語：Cuautitlán Izcalli）是墨西哥的城市，由墨西哥州負責管轄，位於該國南部，距離首都墨西哥城約30公里，面積109平方公里，海拔高度2,260米，2020年人口555,163。

## 外部連結
- Ayuntamiento de Cuautitlán Izcalli Official website

19°39′N 99°15′W / 19.650°N 99.250°W